# Magyarország sportélete

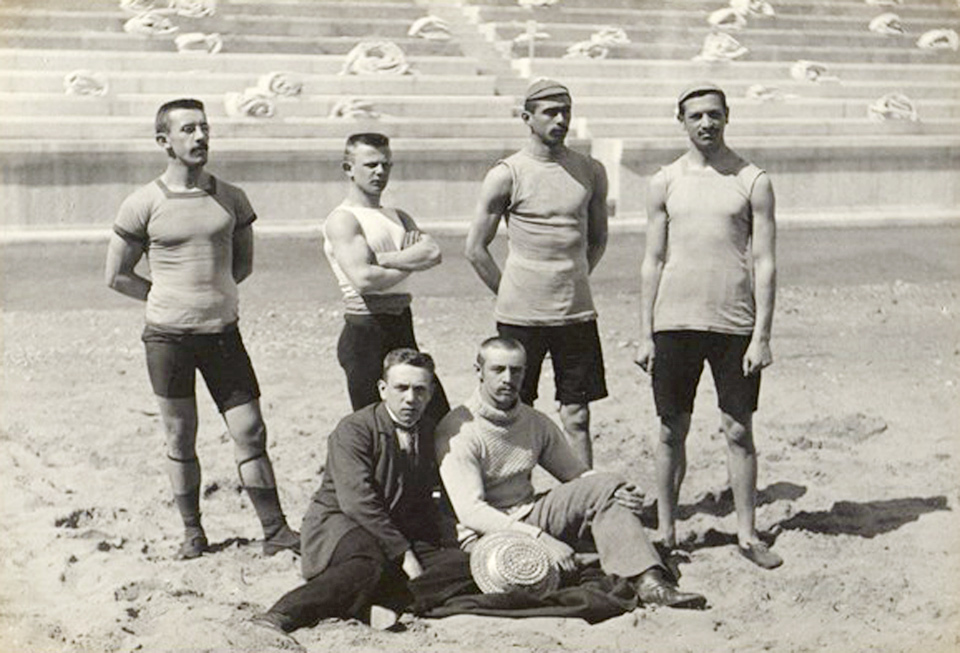
Magyar sportküldöttség az 1896-os olimpián

Magyarország sportélete a 19. században kezdődött szervezett formában az első úri sportklubok létrejöttével az evezésben, vitorlázásban, lovaglásban és korcsolyázásban. A század végén kezdtek terjedni a polgárok számára is elérhető és népszerű sportok, birkózás, kerékpározás, labdarúgás. Az újkori olimpiai játékok megrendezésével kapott lendületet a többi sportág elterjedése hazánkban. Szinte valamennyi Európában elterjedt sportban ott voltak már a kezdeteknél a magyar sportolók és sportvezetők. A legnépszerűbb sportágak a birkózás, kajak-kenu, kézilabda, labdarúgás, vívás és a vízilabda.

## Története

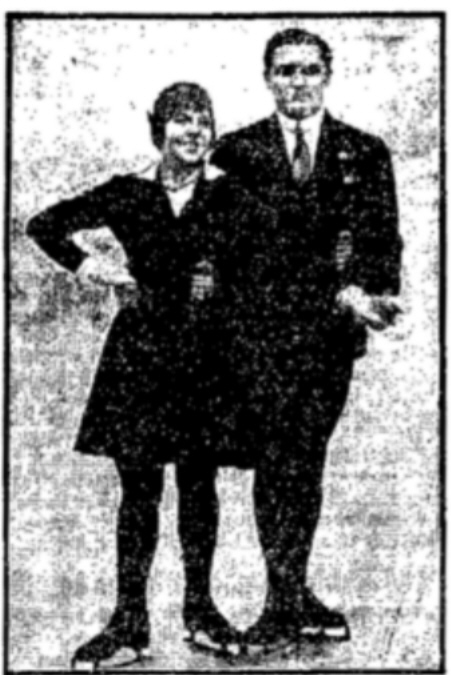
Rotter Emilia és Szollás László

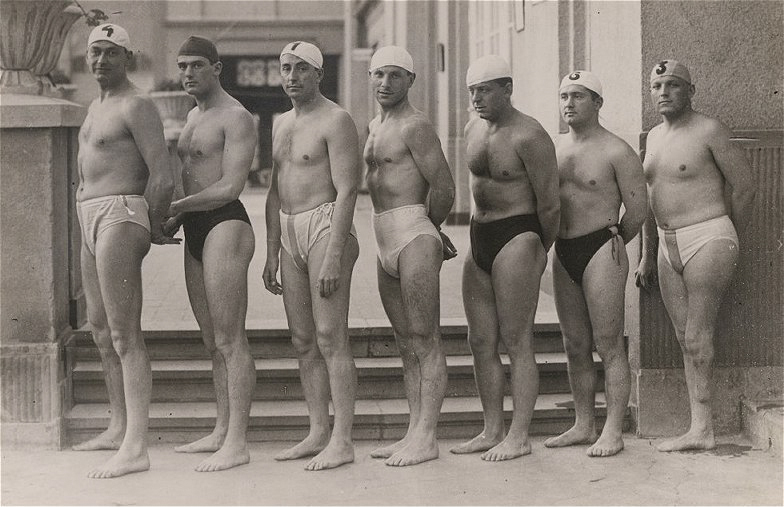
Magyar olimpiai bajnok vízilabdacsapat 1932

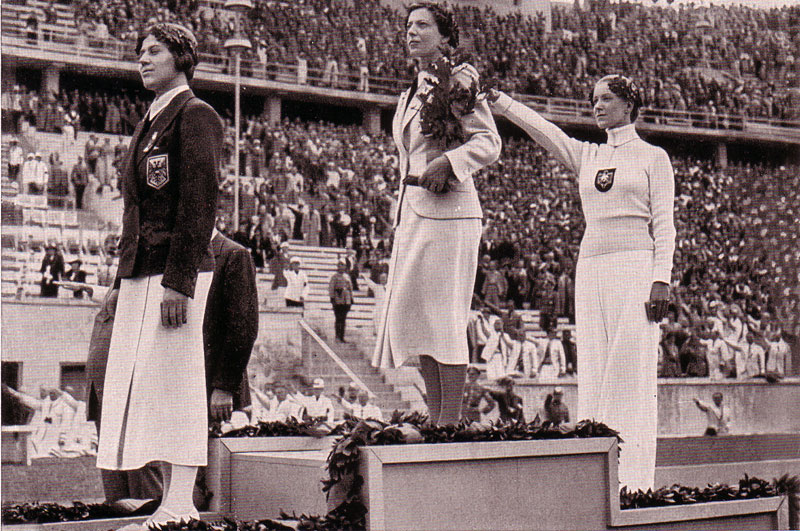
Elek Ilona, 1936

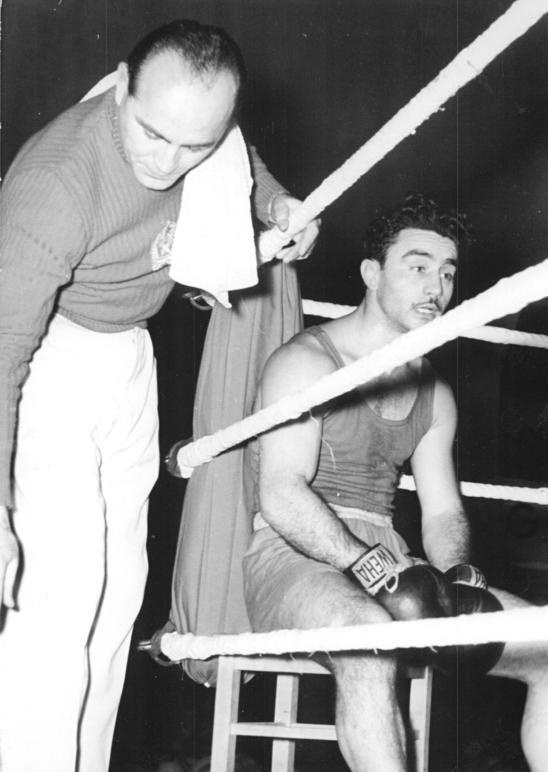
Papp László

1851-ben rendezték Londonban az első nemzetközi sakkversenyt melyen Szén József is indult és a második fordulóban a későbbi győztes német Adolf Anderssentől kapott ki, és a versenyen az ötödik helyen végzett.
A pesti Duna szakaszon megrendezett evezős versenyekkel 1861-ben kezdődtek a hazai sportrendezvények. A Budapesti Hajós Egyesületet ebben az évben alapították az előző évben elhunyt Széchenyi István emlékére. A Balatonon 1867-ben jött létre a Balatoni Yacht Egylet, amely a vitorlásversenyek alapját jelentette. 1869-ben jött létre a Budapesti Korcsolyázó Egylet, 1875-ben pedig a Magyar Atlétikai Club, 1897-ben a Budapesti Torna Club két csapata játszotta az első labdarúgó mérkőzést. 1894-ben Párizsban létrejött a Nemzetközi Olimpiai Bizottság amelynek tagja lett dr. Kemény Ferenc magyar alreáliskolai igazgató is. A következő évben megalakult a Magyar Olimpiai Bizottság és 1896-ban az első olimpiai játékokon már hét magyar versenyző vett részt. A 20. század elején sorra alakultak a magyar sportklubok, 1901-ben megrendezték az első labdarúgó-bajnokságot, a következő évben pedig a birkózó-bajnokság is indult. Az első világháború után honosodott meg az asztalitenisz, a jégkorongozás, a kézi- és a kosárlabdázás a vízilabda és a kajak-kenu. 1926-ban Budapesten rendezték a 2. nemhivatalos sakkolimpiát, amelyet Magyarország csapata nyert meg.

## Csapatsportok

### Jégkorong
A jégkorong csak az első világháború után honosodott meg nálunk, erre a Városligeti Műjégpálya megnyitása teremtett lehetőséget. Nálunk a téli sportoknak a rövid havas, jeges telek miatt nehéz a talpon maradás, a kevés jégkorong klub jelenleg is osztrák és szlovák bajnokságban játszik. A magyar férfi jégkorong-válogatott 1927-ben vett részt először Európa-bajnokságon, és 1929-ben Budapest volt a következő Eb helyszíne. 1934-es világbajnokságon 5-6. helyen végzett úgy, hogy Kanadával két döntetlent ért el. Több alkalommal jutott fel a legjobb csapatok közé a magyar válogatott, jelenleg is a divízió I-ben szerepel.

### Kézilabda
Magyarországon a kézilabda is népszerű sportnak számít, bár kevesebben követik figyelemmel, mint a focit. A magyar női kézilabda válogatott 1965-ben világbajnoki, 2000-ben Európa-bajnoki címet szerzett. A férfi válogatott legjobb eredménye világbajnoki ezüstérem (1986). Olimpiákon két bronzérmet (1976, 1996) és egy ezüstérmet (2000) szerzett a magyar női válogatott. A férfi válogatott legjobb olimpiai eredménye három negyedik hely (1980, 1988, 2004).
A klubcsapatok közül a nőknél BEK-et, illetve Bajnokok Ligáját nyert a Vasas (1982), a Dunaferr (1999) és a Győri Audi ETO (2013, 2014, 2017, 2018, 2019, 2024), KEK-győztes lett a Ferencváros (1978, 2011, 2012), a Bp. Spartacus (1981) és a Dunaferr (1995), EHF-kupát nyert a Debreceni VSC (1995, 1996), a Dunaferr (1998), a Székesfehérvár (2005), a Ferencváros (2006) és a a Siófok KC (2019). A férfiaknál a Bp. Honvéd 1982-ben BEK-et, a Rába ETO 1986-ban IHF-kupát, a Veszprém 1992-ben és 2008-ban KEK-et, a Pick Szeged pedig 2014-ben EHF-kupát nyert.

### Kosárlabda
A férfi válogatott legnagyobb sikere a Budapesten rendezett 1955-ös Európa-bajnokságon szerzett aranyérem. 1953-ban az Eb-n második, 1946-ban pedig harmadik helyen végzett. A nyári olimpián eddigi legjobb helyezése az 1952-ben és 1960-ban elért 9. hely. Világbajnokságon azonban még nem szerepelt a magyar csapat.
A női csapat legnagyobb sikere az 50-es években elért két Európa-bajnoki ezüstérem, valamint az 1957-es vb-n elért 5. hely. A csapat a nyolcvanas években újra megerősödött, és 10 év alatt az 5 Európa-bajnokságon négyszer is bronzérmet szerzett.

### Labdarúgás
Magyarországon a legkedveltebb sportág a labdarúgás, az 1901-ben megalakult Magyar Labdarúgó-szövetség még abban az évben elindította a bajnokságot, a második világháborúig két csapat a Ferencvárosi TC és az MTK határozta meg a hazai labdarúgás színvonalát. Az 1910-es években és az 1920-as évek elején az MTK Európa legjobb csapatai közé tartozott és Schlosser Imre, Tóth Potya István, Schaffer Alfréd is világszínvonalú játékosok voltak. 1930-as években az Újpest FC is felzárkózott az élvonalhoz és az európai-kupákban is sikerrel szerepelt. Az 1938-as labdarúgó-világbajnokságon a rendező Olaszország mögött második lett a Toldi Géza, Zsengellér Gyula, Sárosi György játékosokkal szereplő magyar csapat.
Az ötvenes években a kommunista államvezetés annyira fontosnak ítélte a labdarúgást hogy irányítása alá vonta, összegyűjtötte a legjobb játékosokat a különböző klubokból a Honvéd SE-be. Ezek a játékosok jelentették aztán a világszerte legendássá vált aranycsapat alapját. Helsinkiben olimpiai bajnok lett, 1953-ban otthonában győzte le a félelmetes hírű Angliát és az 1954-es labdarúgó-világbajnokságon második lett. Az 1956-os forradalom szétszórta a világban az aranycsapatot is.
Az új sikeres válogatott mégis hamar összeállt, a klasszis játékosokban mindig bővelkedő magyar labdarúgást az 1960-as években Tichy Lajos, Albert Flórián, Fazekas László, Bene Ferenc, Dunai Antal, Fenyvesi Máté neve fémjelezte. 1964-ben olimpiai bajnok és az Európa-bajnokságon harmadik, 1968-ban ismét olimpiai bajnok lett a magyar válogatott.
Az 1970-es évek elejétől a magyar labdarúgás nem tud nemzetközi eredményeket elérni, annak ellenére hogy jó játékosokban nincs hiány. Nyilasi Tibor, Bálint László, Várady Béla, Törőcsik András, Sallai Sándor példa erre.
A második Orbán-kormány hatalomra kerülése (2010) óta a labdarúgásra költött összegek a korábbinak a többszörösére emelkedtek. Nagyszámban épültek új stadionok, a régebbiek közül sokat jelentős költséggel felújítottak. A fejlesztések fő oka a miniszterelnöknek a sportág iránti rajongása. Jelentős beruházásoknak köszönhetően többek között új labdarúgó akadémiákat hoztak létre (legutóbb a Honvéd labdarúgó akadémiája jött létre), így jelentősen fejlődik nem csak a csapatok, de Magyarország utánpótlása is.

### Sakk
Bár a sakk elsősorban egyéni sportnak számít, a legtöbb siker a magyar férfi és női sakkcsapatok nevéhez fűződik. 1924-ben Magyarország is a Nemzetközi Sakkszövetség alapító tagjai között volt, és 1926-ban Budapest rendezhette a 2. nemhivatalos sakkolimpiát, amelyet Magyarország csapata nyert meg. 1927-től már hivatalos sakkolimpiákat rendeztek, és az első kettőn, az 1927-es londoni és az 1928-as hágai olimpiákon is a magyar csapat végzett az első helyen, 1930-ban a 3. sakkolimpián ezüstérmet szerzett. Az 1936-os berlini nemhivatalos sakkolimpián ismét arany-, majd 1937-ben a 7. hivatalos sakkolimpián ezüstérmes lett a magyar válogatott.1978-ban a magyar sakksport legnagyobb sikereként megtörték a Szovjetunió 25 éven át tartó hegemóniáját, és az 1978-as sakkolimpián Buenos Airesben a Portisch Lajos, Ribli Zoltán, Sax Gyula, Adorján András, Csom István, Vadász László összeállítású csapat a szovjeteket megelőzve aranyérmet szerzett. Két évvel később a magyar válogatott holtversenyben lett első a szovjet válogatottal, és a holtversenyt eldöntő minimális különbséggel szorult a második helyre. A magyar sakkválogatott 2017-ben a sakkolimpiákon szerzett öt arany-, nyolc ezüst- és két bronzérmével az összesített éremtáblázaton a negyedik helyen áll a Szovjetunió, az Egyesült Államok és Oroszország mögött. Az 1985-től rendezett sakkcsapat világbajnokságokon 1985-ben a magyar válogatott a Szovjetunió mögött ezüstérmet szerzett. A sakkcsapatok Európa-bajnokságán Magyarország a nyílt versenyeken 2017-ig négy ezüst- és hat bronzérmet szerzett.
Női sakkcsapatunk az 1988-ban Szalonikiben rendezett sakkolimpián törte meg a szovjet női válogatott 30 éven át tartó hegemóniáját, és a három Polgár lány (Polgár Zsuzsa, Polgár Judit, Polgár Zsófia), valamint Mádl Ildikó összeállítású csapatunk fölényesen szerezte meg az aranyérmet. A sikert az 1990-es sakkolimpián Újvidéken sikerült megismételni. Női sakkcsapatunk a sakkolimpiákon a két aranyérmen kívül még öt ezüst és két bronzérmet szerzett, ezzel 2017-ben az éremtáblázaton a Szovjetunió, Kína, Grúzia és Oroszország mögött az ötödik helyen áll. A sakkcsapatok Európa-bajnokságán a magyar női válogatott 2003-ban nyert ezüstérmet nyert.

### Vízilabda
Komjádi Béla 1920-as évekbeli áldozatos munkájával alapozta meg a magyar vízilabdázás nemzetközi eredményességét. Magyarországon manapság a legtöbb sikert adó sportág a vízilabda, hiszen a magyar férfi vízilabda-válogatott a világ legjobbjai közé tartozik, több nemzetközi sikerrel is dicsekedhet: 9-szeres olimpiai arany, 3-szoros olimpiai ezüst, 2-szeres olimpiai bronzérmes. A 2008-as Pekingi nyári olimpiai játékokon a válogatott csoportelsőként az elődöntőbe jutott. Majd az elődöntőben 11:9-re legyőzve Montenegrót, veretlenül jutott a döntőbe ahol megszerezte zsinórban 3. olimpiai aranyérmét Kemény Dénes szövetségi kapitány irányítása alatt. A mérkőzés végeredménye 14-10 lett.

## Egyéni sportágak

### Asztalitenisz
Az első bajnokságot (nem hivatalos) már 1904-ben megrendezték, ténylegesen az első világháború után vált népszerűvé és sikeres tömegsporttá Magyarországon. Az 1926-os első világbajnokság minden számát magyar versenyzők nyerték meg. 1926 és 1939 között negyvenhat világbajnoki címet nyertek a magyar versenyzők. Világviszonylatban jelentős játékosok voltak a kezdeti időkben: Jacobi Roland, Mechlovits Zoltán, Pécsi Dániel, Mednyánszky Mária. Későbbi versenyzők: Barna Viktor, Bellák László, Szabados Miklós, Sipos Anna. Az 1950-es évek világbajnokai voltak: Sidó Ferenc, Berczik Zoltán, Farkas Gizella, Kóczián Éva. 1958-ban rendezték az első Európa-bajnokságot amelyen négy magyar elsőség született. az 1970-es évek világ- és Európai-bajnokai voltak: Gergely Gábor, Jónyer István, Klampár Tibor, Magos Judit. Az ázsiai versenyzők megjelenésével már háttérbe szorultak az európaiak.

### Atlétika
1896-ban hét klub alapította meg a Magyar Atlétikai-szövetséget, és az európai atlétika élvonalát alkották a magyarok 1945 előtt. Már a második olimpián 1900. Párizsban Bauer Rudolf nyerte a diszkoszvetést, a későbbiekben is elsősorban a nehéz atlétikában értek el eredményeket a magyarok diszkoszvetésben, gerelyhajításban és kalapácsvetésben. Sikeres atléták voltak: Csák Ibolya, Németh Imre, Varjú Vilmos, Zsivótzky Gyula. Kiss Balázs 1996-ban és Pars Krisztián 2012-ben nyert olimpiát kalapácsvetésben.

### Birkózás
A birkózó bajnokság 1903-ban kezdődött Magyarországon, 1908-ban Weisz Richárd már olimpiai bajnok lett. A görög kötöttfogású birkózás az eredményesebb nálunk, a későbbi keletkezésű szabad fogást Kárpáti Károly olimpiai eredményei tettek népszerűvé. Napjainkig sikereket érnek el versenyzőink ebben a sportágban, többek között: Bóbis Gyula, Polyák Imre, Kozma István, Hegedűs Csaba.

### Gyorskorcsolya
Az első hivatalos hazai versenyt 1871. december 17-én rendezték. Az első valódi gyorskorcsolyázó magyar bajnokságot 1900-ban rendezték meg, Pajor Kornél 1949-ben világbajnok volt összetettben, Hunyady Emese világbajnokságot és 1994-ben olimpiai-bajnokságot nyert Ausztriának 1500 méteren. 2005 óta magyar bajnokunk Szöllősi Szabolcs. A 2018-as téli olimpián aranyérmet nyert a Liu Shaolin Sándor, Liu Shaoang, Burján Csaba és Knoch Viktor által alkotott váltócsapat. A 2022-es téli olimpián szerezte Magyarország első egyéni téli olimpiai aranyérmét Liu Shaoang az 500 méteres távon, és bronzérmet nyert 1000 méteren. Ugyancsak bronzérmes lett a 2000 méteres vegyes váltóban a Jászapáti Petra, Kónya Zsófia, Liu Shaolin Sándor, Liu Shaoang és John-Henry Krueger összeállítású magyar csapat.

### Korcsolyázás
A 19. század közepén élénk korcsolyázó élet volt telenként a Városligetben, 1869-ben már megalakult a Budapesti Korcsolyázó Egylet is.

Városligeti Műjégpálya az 1930-as években

Versenyzőink vettek részt először nemzetközi versenyeken és az első sikerek is ebben a sportágban születtek. 1895-ben a budapesti Európa-bajnokságon Földváry Tibor nyerte a férfi műkorcsolyaversenyt, 1908-tól Kronberger Lily négyszer, Méray-Horváth Zsófia háromszor lett a világbajnok műkorcsolyában. Hosszabb szünet után a Rotter Emília, Szollás László majd a Kékessy Andrea, Király Ede páros nyert világbajnokságot. Az 1970-es években pedig Regőczy Krisztina, Sallay András jégtánc páros és Almássy Zsuzsa ért el nemzetközi eredményeket. A kilencvenes évek korcsolyázói: Téglássy Tamara, Czakó Krisztina és Sebestyén Júlia.

### Motorsportok

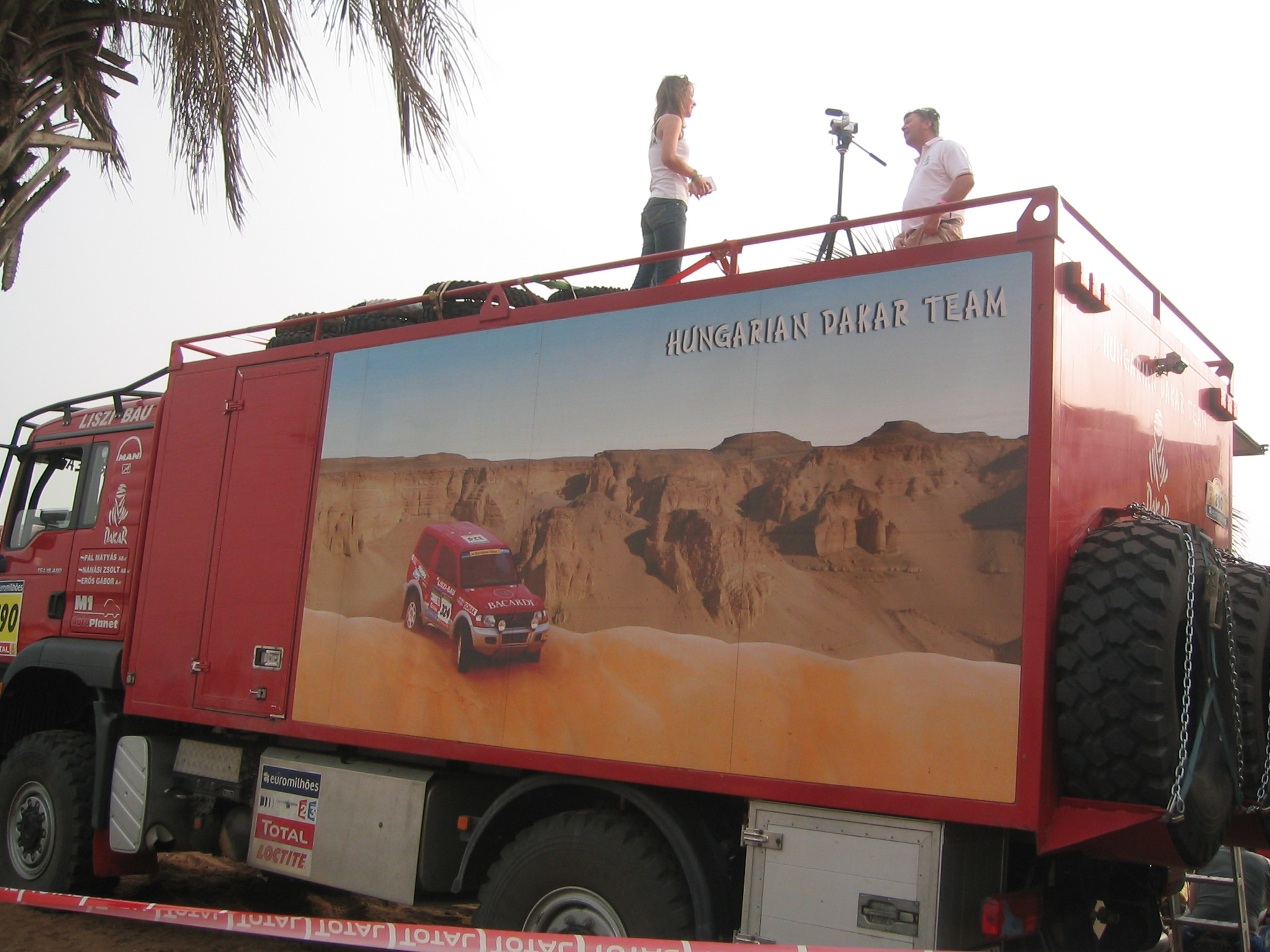
Dakar rali 2007

Magyarországon népszerűek még a különböző motorsportok, így a különböző ralik (ralisorozatok, Dakar-rali stb.), a Formula–1, vagy motorkerékpár sportok, így a különböző köbcentis nagydíjak. Magyarország első Formula–1-es pilótája Baumgartner Zsolt volt, illetve az ország rendez Formula–1-es futamot is a Hungaroringen (Mogyoród), ahova az F-1-et szerető közönség rendszerint minden idényben, nagy létszámban kilátogat, és jönnek a környező országokból is nézők. Talmácsi Gábor, becenevén Talma a motorkerékpár világbajnokságon, 125cc-ben versenyző pilótája, aki most a világbajnoki címet vette célba MVA Master Aspar csapatával és Aprilia motorjával. Magyarország saját ralibajnoksága is népszerű a magyarok között, illetve természetesen a rali-világbajnokság is népszerű az emberek körében.

### Ökölvívás
Magyarországon az ökölvívás, vagy más néven a boksz is jelentős, és népszerű sportág, hiszen a magyar ökölvívók, világszinten is jelentősen képviseltetik magukat, mint amatőr, mint profi, mint olimpiai és világszinten. Több olimpiai aranyérmes magyar ökölvívó is van, így: Gedó György (1972), Kocsis Antal (1928), Énekes István (1932), Török Gyula (1960), Csík Tibor (1948), Kovács István (Koko) (1996), Papp László többször is (1948, 1952, 1956), és számtalan ezüst illetve, bronz érmes magyar bokszoló is az olimpiák történetében. A magyar bokszolók a nemzetközi szervezeteknél (WBO, WBA, WBC, IBF) is képviseltették, képviseltetik magukat a profik között is, így Erdei Zsolt (Madár), Kovács István (KOKO), Kótai Mihály, Hídvégi György, Nagy János (Csonttörő), Balzsay Károly, Erős Lajos, Gálfi András, Kovács Attila, Papp László.

### Sakk
Az első hivatalos sakkvilágbajnokságot 1886-ban játszották, amelyet az Osztrák-Magyar Monarchiában született Wilhelm Steinitz nyert meg, és címét 1894-ig őrizte. Ez alatt több kihívója is volt, köztük az első magyar sakkvilágbajnok-jelölt, a Pesten született Gunsberg Izidor, aki 1891-ben New Yorkban küzdött meg a címért, de alul maradt. Egészen 1946-ig a világbajnok választhatta ki, hogy kihívói közül kivel mérkőzik meg, akiknek már a kihíváshoz magas díjalapot kellett biztosítaniuk. Ez a követelmény akadályozta meg például a magyar Maróczy Gézát is, hogy megmérkőzzön a világbajnoki címért. Azóta sokat változott a rendszer, ma már selejtező versenyeken választják ki a világ legjobbjait, majd közülük a világbajnokjelöltek versenyén a legjobbak legjobbikát, aki páros mérkőzést vívhat a regnáló világbajnokkal. A magyarok közül a világbajnoki versenysorozatban a legtovább Lékó Péter jutott, aki 2004-ben a világbajnoki címért mérkőzött az orosz Vlagyimir Kramnyik ellen. A mérkőzés 7–7 arányú döntetlenül végződött, ami Kramnyik számára világbajnoki címe megvédését jelentette. A világbajnokjelöltek versenyébe (amely a világ legjobb 6–12 sakkozója részvételével zajlik) több magyar is bejutott: Szabó László, Lilienthal Andor, Portisch Lajos, Benkő Pál, Ribli Zoltán, Adorján András, Sax Gyula, Polgár Judit. Polgár Judit kizárólag a férfiak között versenyzett, 2004-ben a világranglista 8. helyén állt. 2005-ben a világranglistán elért helyezése révén a sakktörténetben első nőként részt vehetett a férfiak Potrero de los Funesben (Argentína) rendezett új rendszerű világbajnoki döntőjén, amelyen a világ nyolc legjobb sakkozója mérte össze kétfordulós körmérkőzésen tudását, hogy eldöntsék a világbajnoki cím sorsát. Az egyéni Sakk-Európa-bajnokság nyílt versenyén is Polgár Judit érte el 2017-ig a legjobb helyezést, amikor 2011-ben bronzérmet szerzett. Az Európai Unió sakkbajnokságán a 2005-ben rendezett első versenyt Gyimesi Zoltán nyerte.
A női sakkvilágbajnokságot 1927 óta rendezik meg. Az első magyar versenyző, Faragó Klára az 1937-es világbajnoki küzdelemben vett részt, ahol a 26 fős mezőnyben a 11. helyen végzett. 1979-ben Verőci Zsuzsa a zónaközi versenyen elért 2. helyezésével első magyarként jutott be a világbajnokjelöltek versenyének párosmérkőzéses szakaszába. 1992-ben Polgár Zsuzsa első helyen végzett a világbajnokjelöltek versenyén, így párosmérkőzést vívhatott Nana Ioszelianival. A mérkőzés 6-6 arányú döntetlennel ért véget, ami után pénzfeldobással döntötték el a továbbjutás kérdését, ami Ioszelianinak kedvezett, így ő mérkőzhetett meg a világbajnoki címért. 1996-ban Polgár Zsuzsa szerezte meg a világbajnok kihívásának jogát, és élve a lehetőséggel legyőzte a kínai Hszie Csünt, ezzel Magyarország sakktörténetének első felnőtt női világbajnoki címét szerezte. Világbajnoki címének megvédésére 1999-ben került volna sor. A kínai helyszín, valamint a nem megfelelő szponzorálás miatt nem állt ki, így címét játék nélkül elvették. Néhány évvel később a Sportbíróság neki adott igazat a vitában, de a világbajnoki címet már nem kapta vissza. 2013-ban a Sakk-Európa-bajnokságot a magyar színekben versenyző Hoang Thanh Trang nyerte, aki 2000-ben, akkor még vietnami színekben Ázsia bajnoka is volt.

### Tenisz
A Magyar Országos Lawn Tenisz Szövetség 1907. áprilisban alakult meg, és alapító tagja az 1913-ban alakult Nemzetközi Teniszszövetségnek. A tenisz kiemelkedő versenyei a Grand Slam-tornák, amelyből évente négyet rendeznek. A Grand Slam-tornákon a magyar versenyzők közül a Roland Garroson egyéniben 1. helyezést ért el Asbóth József (1948) és Körmöczy Zsuzsa (1958), párosban Taróczy Balázs (1981) és Temesvári Andrea (1986). Taróczy párosban Wimbledonban is győzni tudott, 1985-ben.
A junior versenyzők közül 2000-ben Kapros Anikó az Australian Openen egyéniben és párosban is, 2003-ban Balázs György a Roland Garroson párosban, 2005-ben Szávay Ágnes a Roland Garroson egyéniben és párosban is, 2010-ben Babos Tímea párosban a Roland Garroson, Wimbledonban és a US Openen, ugyanebben az évben Fucsovics Márton Wimbledonban, 2015-ben Gálfi Dalma egyéniben a US Open versenyén, párosban Stollár Fannyval Wimbledonban szerezte meg az első helyet. 2017-ben Piros Zsombor az Australian Openen győzött.

### Torna
A sportok egyik legrégebbi ága a torna vagy régiesen gymnastika, 1817-ben Egger Vilmos tanító honosította meg az Evangélikus Gimnáziumban létrehozva az Első nyilvános testgyakordát. 1839-ben Clair Ignác Napóleon egykori gárdakapitánya Pesten megalapította a Testgyakorló Egyletet. Már az első olimpián indult magyar versenyző tornában, az első nemzetközi sikereket az 1930-as években aratták sportolóink. Olimpiai bajnokok: Pelle István, Pataki Ferenc, Keleti Ágnes, Korondi Margit, Magyar Zoltán, Borkai Zsolt, Ónodi Henrietta, Csollány Szilveszter, Berki Krisztián.

### Úszás
Az 1830-as években a Balatonon és a Dunán élénk úszóélet volt, sportszerűen azonban csak a 80-as évektől kezdődtek az úszóversenyek. 1881-ben a Magyar Atlétikai Club Váctól a Margit-hídig tartó hosszútávúszó versenyt rendezett. 1893-ban alakult a Magyar Úszó Egyesület majd a többi sportegyesület BTC, MAC, MTK is úszószakosztályt indított. 1896-ban Hajós Alfréd úszásban nyerte Magyarország első és második olimpiai bajnokságát. Kisebb kihagyással az 1960-as 1970-es évek kivételével ott vannak úszóink a világ élvonalában, a vívás után második legeredményesebb sportunk az olimpiákon. Nevesebb úszóink: Halmay Zoltán, Csik Ferenc, Szőke Katalin, Székely Éva, Wladár Sándor, Darnyi Tamás, Egerszegi Krisztina, Cseh László, Hosszú Katinka.

### Vívás
Wesselényi Miklós kezdeményezésére 1825-ben megalakult a Pesti Nemzeti Vívó Intézet amely a magyar vívóélet alapját jelentette. Itt tanított az első magyar vívómester Keresztessy József. Ezzel egy időben nyílt meg a Kolozsvári Viadal Intézet ahol az olasz Biasini Kajetán oktatta a vívást. Az első nemzetközi versenyeket az 1896-os Millenniumi ünnepségek keretében rendezték. 1897-ben a Magyar Atlétikai-szövetség keretében alakult vívószakosztály amelynek fő szervezője volt dr. Nagy Béla, akinek 1901-ben megjelent Zöld könyve volt a világ első tételes vívó szabálykönyve. 1900-ban rendezték az első magyar tőr- és kardbajnokságot, 1914-ben az első női tőrbajnokságot. Az 1908-as olimpián már Fuchs Jenő és a magyar kardcsapat nyert, megteremtve a magyar vívás nemzetközi hírnevét. A vívósport napjainkig a legeredményesebb magyar sportág, olimpiai érmeink negyedét ez adja. Legeredményesebb vívóink: Tersztyánszky Ödön, Elek Ilona, Gerevich Aladár, Kovács Pál, Rejtő Ildikó, Tordasi Ildikó.

## A magyar sportolók az olimpiákon
Az első olimpiai játékok óta rendszeresen részt vesznek a magyar sportolók. (kivétel: 1920-as és az 1984-es nyári játékok). Mindegyik nyári olimpián nyertek bajnokságot játékosaink, az érmek tekintetében a 10. legeredményesebb nemzet.

## A tömegsport Magyarországon
Régebben az asztalitenisz és a grundfoci volt a legnépszerűbb tömegsport, napjainkban az edzőtermi sportolás a legelterjedettebb. Sok résztvevője van a városi maratonoknak és a Balaton átúszó versenyeknek.

## A leghíresebb magyar sportolók
- Gyurta Dániel| Aranycsapat az 1950-es évek magyar labdarúgó-válogatottja: - Bozsik József - Budai László - Buzánszky Jenő - Czibor Zoltán - Grosics Gyula - Hidegkuti Nándor - Kocsis Sándor - Lantos Mihály - Lóránt Gyula - Palotás Péter - Puskás Ferenc - Sándor Károly - Szojka Ferenc - Tóth József - Tóth Mihály - Zakariás József - Balczó András 3-szoros olimpiai bajnok öttusázó - Berczelly Tibor 3-szoros olimpiai bajnok vívó - Drapál János motorversenyző - Egerszegi Krisztina 5-szörös olimpiai bajnok úszó - Fenyvesi Csaba 3-szoros olimpiai bajnok vívó - Fuchs Jenő 4-szeres olimpiai bajnok vívó | - Gerevich Aladár 7-szeres olimpiai bajnok vívó - Gyarmati Dezső 3-szoros olimpiai bajnok vízilabdázó - Gyurta Dániel 3-szoros világ, 2-szeres Európa-bajnok úszó - Hajós Alfréd 2-szeres olimpiai bajnok úszó - Hosszú Katinka 3-szoros olimpiai bajnok úszó - Janics Natasa 3-szoros olimpiai bajnok kajakozó - Kammerer Zoltán 3-szoros olimpiai bajnok kajakozó - Kárpáti György 3-szoros olimpiai bajnok vízilabdázó - Kárpáti Rudolf 6-szoros olimpiai bajnok vívó - Keleti Ágnes 5-szörös olimpiai bajnok öttusázó - Kovács Katalin 3-szoros olimpiai bajnok kajakozó - Kovács Pál 6-szoros olimpiai bajnok vívó - Kozák Danuta 5-szörös olimpiai bajnok kajakozó - Kulcsár Győző 4-szeres olimpiai bajnok öttusázó - Mádl Ildikó 2-szeres sakkolimpiai aranyérmes sakkozó - Papp László 3-szoros olimpiai bajnok ökölvívó - Polgár Judit 2-szeres sakkolimpiai aranyérmes sakkozó - Polgár Zsuzsa 2-szeres sakkolimpiai aranyérmes, egyéni világbajnok - Polgár Zsófia 2-szeres sakkolimpiai aranyérmes sakkozó - Portisch Lajos sakkolimpiai bajnok, a Nemzet Sportolója - Szabó Gabriella 3-szoros olimpiai bajnok kajakozó - Rajcsányi László 3-szoros olimpiai bajnok vívó - Talmácsi Gábor világbajnok motorversenyző |

## A leghíresebb edzők, sportvezetők
- Bay Béla vívás
- Dietz Károly 1938-as VB második labdarúgócsapat
- Gyarmati Dezső vízilabda
- Illovszky Rudolf olimpiai bajnok labdarúgócsapat
- Kemény Dénes vízilabda
- Kiss László úszás
- Mocsai Lajos kézilabda
- Polgár László sakk
- Fábiánné Rozsnyói Katalin kajak-kenu
- Sebes Gusztáv az aranycsapat edzője
- Széchy Tamás úszás
- Török Ferenc öttusa

## A leghíresebb sportlétesítmények
- Albert Flórián Stadion (Üllői úti Ferencváros labdarúgó-pálya) 1911.
- Hajós Alfréd Nemzeti Sportuszoda 1930.
- Hidegkuti Nándor Stadion (Hungária úti MTK labdarúgó-pálya) 1912.
- Hungaroring Formula–1 autóverseny-pálya 1986.
- Millenáris Sportpálya Eredetileg kerékpár versenypálya, (atlétika, jégpálya, labdarúgás) 1896.
- Papp László Budapest Sportaréna 2004.
- Puskás Ferenc Stadion (Népstadion) 1953.